# Lambeth North
Lambeth North – stacja metra londyńskiego na trasie Bakerloo Line, położona w dzielnicy Lambeth. Pierwotnie nazywała się Kennington Road, a potem Westminster Bridge Road. Obecną nazwę uzyskała w 1917. Projektantem jej budynku był Leslie Green. Rocznie korzysta z niej ok. 2,94 mln pasażerów.

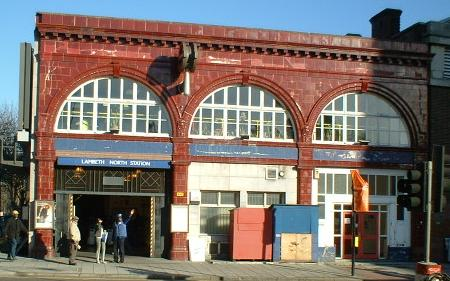
Budynek stacji